# 托雷法雷拉
托雷法雷拉，是西班牙加泰罗尼亚莱里达省的一个市镇。 总面积23平方公里，总人口1992人（2001年），人口密度87人/平方公里。